# Troglotayosicidae
Troglotayosicidae é uma família de escorpiões pertencentes à ordem Scorpiones.
Géneros:
- Belisarius Simon, 1879
- Troglotayosicus Lourenço, 1981